# رقم عالمي

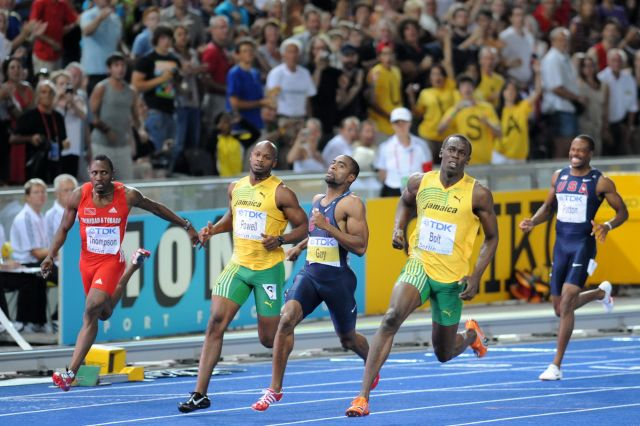
يوسين بولت يسجل رقما قياسيا عالميا في سباق 100 متر في بطولة العالم 2009 لألعاب القوى في برلين.

الرقم العالمي World record هو الرقم القياسي لأعلى وأفضل أداء يتم تسجيله من قبل الرياضيين ويكون رقم لم يستطيع أي رياضي تحقيقه من قبل في مهارة أو رياضة محددة.
يتم التحقق من تحطيم هذه الأرقام رسميًا يجمع كتاب غينيس للأرقام القياسية وينشر سجلات بارزة من أنواع كثيرة.
يختلف الرقم العالمي عن الرقم الأولمبي أن الأرقام الأولمبية يتم تسجيلها فقط في دورات الألعاب الأولمبية فقط، بينما الرقم العالمي يمكن لأي رياضي تحطيمه في أي بطولة رسمية معترف بها من قبل من قبل الأتحادات الدولية للعبة.

## من الناحية الثقافية
ماليزيا بلد واحد أصبح فيه تحطيم الأرقام القياسية العالمية بدعة وطنية. في الهند ، يعد إعداد السجلات وتحطيمها أمرًا شائعًا: مسجلو سجلات الأرقام العالمية في الهند هم Limca Book of Records و World Records India  و Unique World Records و India Book of Records و Asia Book of Records .

## رياضات
بعض الألعاب لها سجلات عالمية معترف بها من قبل هيئاتها الرياضية المعنية : 
| - قائمة الأرقام القياسية العالمية في ألعاب القوى - List of junior world records in athletics - List of world records in masters athletics - List of world youth bests in athletics - قائمة الأرقام القياسية العالمية في ألعاب القوى للجنة البارالمبية الدولية | - List of world records in canoeing - أرقام الشطرنج القياسية العالمية - Cycling records - قائمة السجلات العالمية في ركوب الدراجات السريرية ‏ - قائمة السجلات العالمية في السباحة بالظباب ‏ - List of world records in juggling - List of world records in rowing | - قائمة سجلات التزلج السريع ‏ - قائمة الأرقام القياسية العالمية في السباحة - List of IPC world records in swimming - قائمة الأرقام القياسية العالمية في رفع الأثقال الأولمبية |